# Světlá (Louňovice pod Blaníkem)
Světlá je vesnice v okrese Benešov, je součástí městysu Louňovice pod Blaníkem. Nachází se 1 km severně od Louňovic. Je zde evidováno 12 adres. Světlá leží na katastrálním území Světlá pod Blaníkem, součástí je i malá osada nazvaná Mrkvová Lhota.

## Historie
První písemná zmínka o vesnici pochází z roku 1500.

## Další fotografie

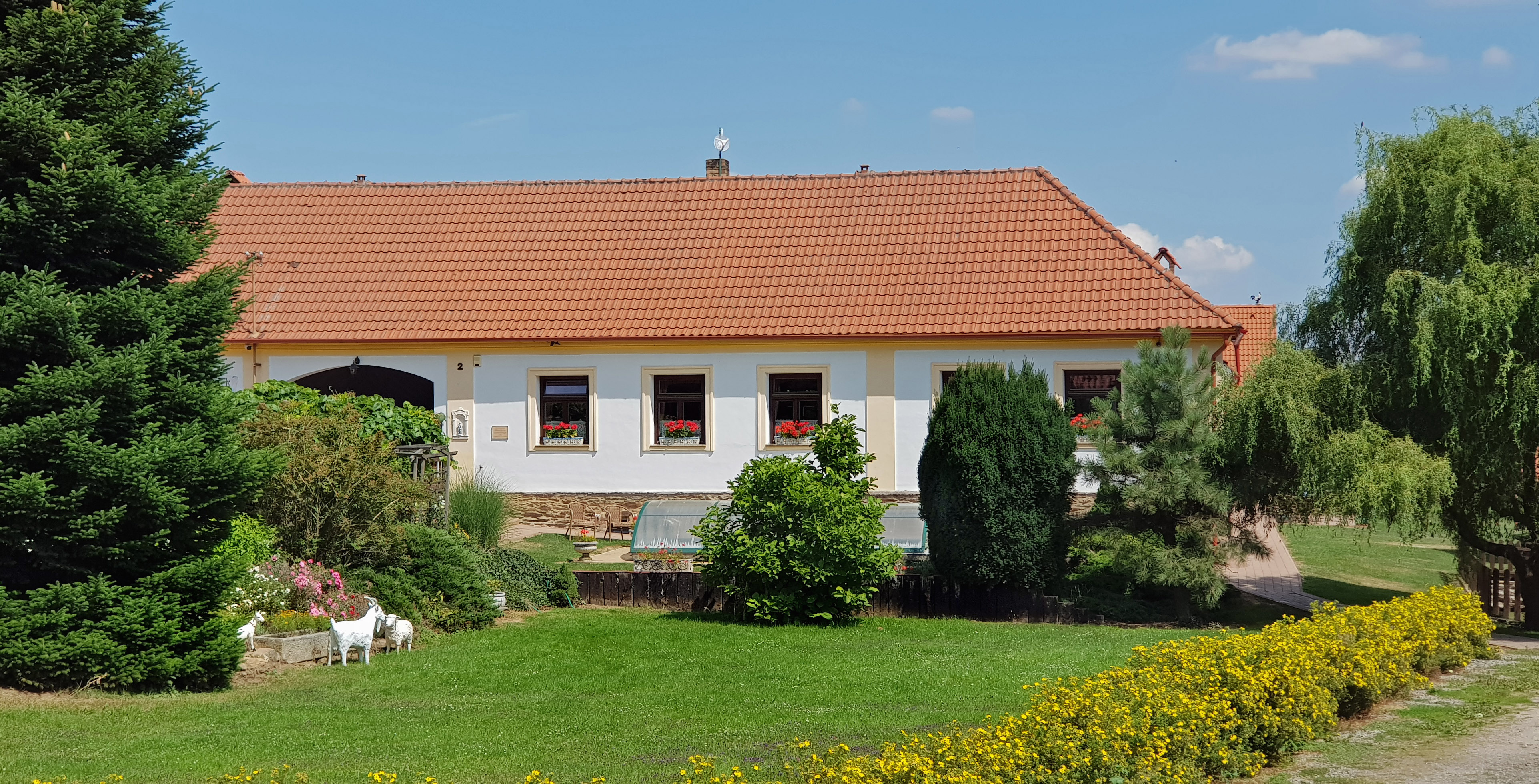
Dům čp. 2 – penzion s umělou kozou
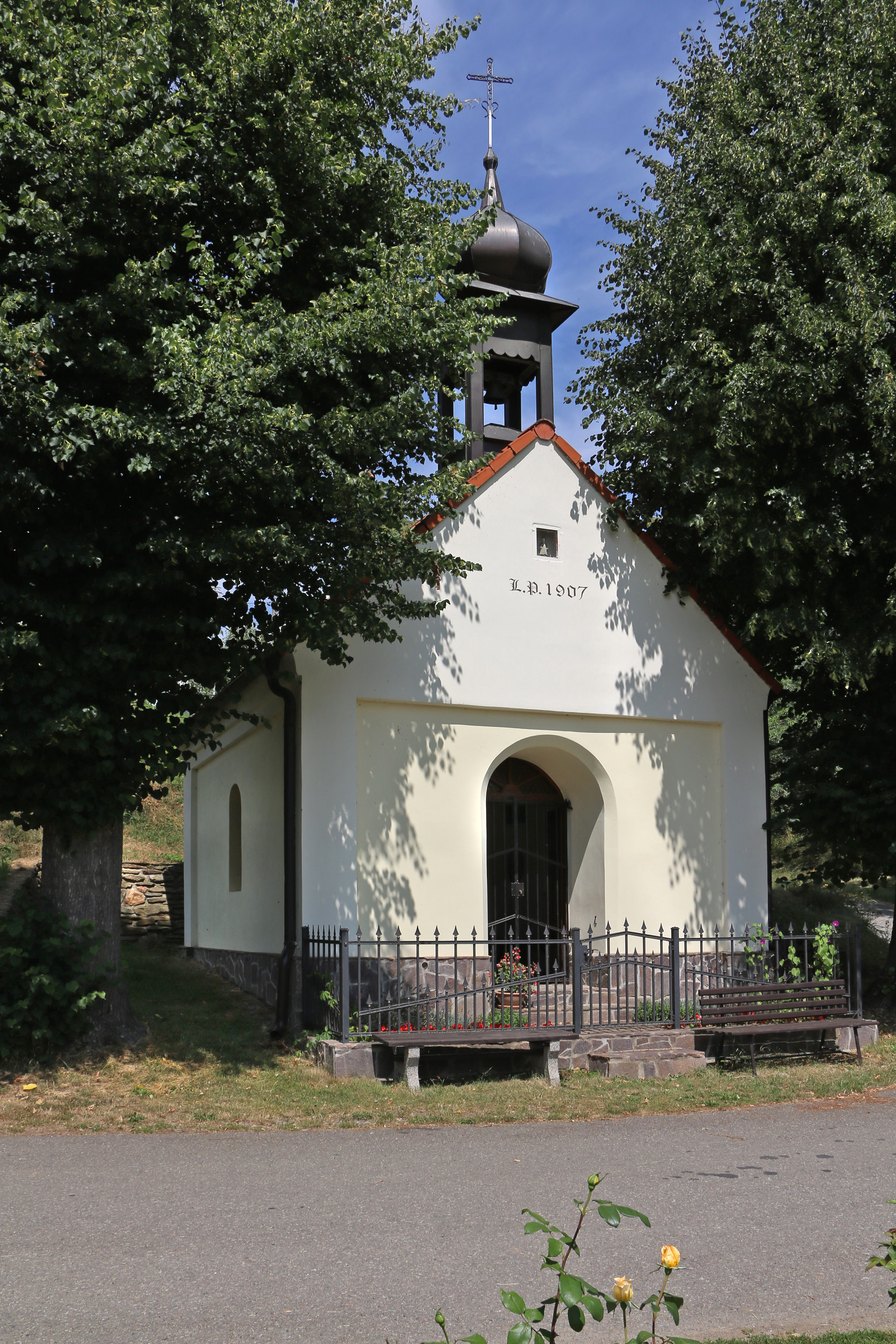
Kaple na návsi
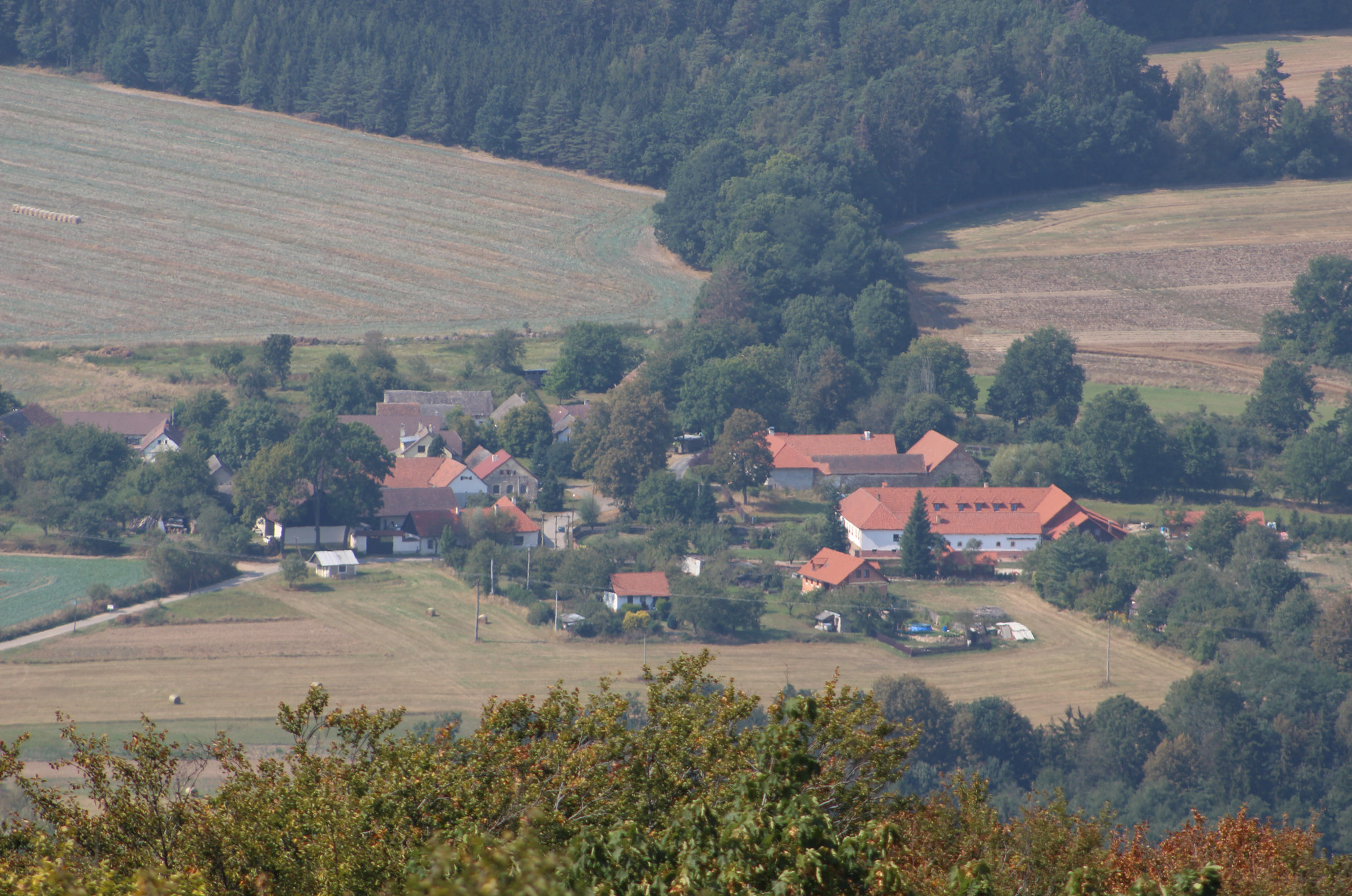
Světlá z rozhledny na Velkém Blaníku